# Rijksweg 58

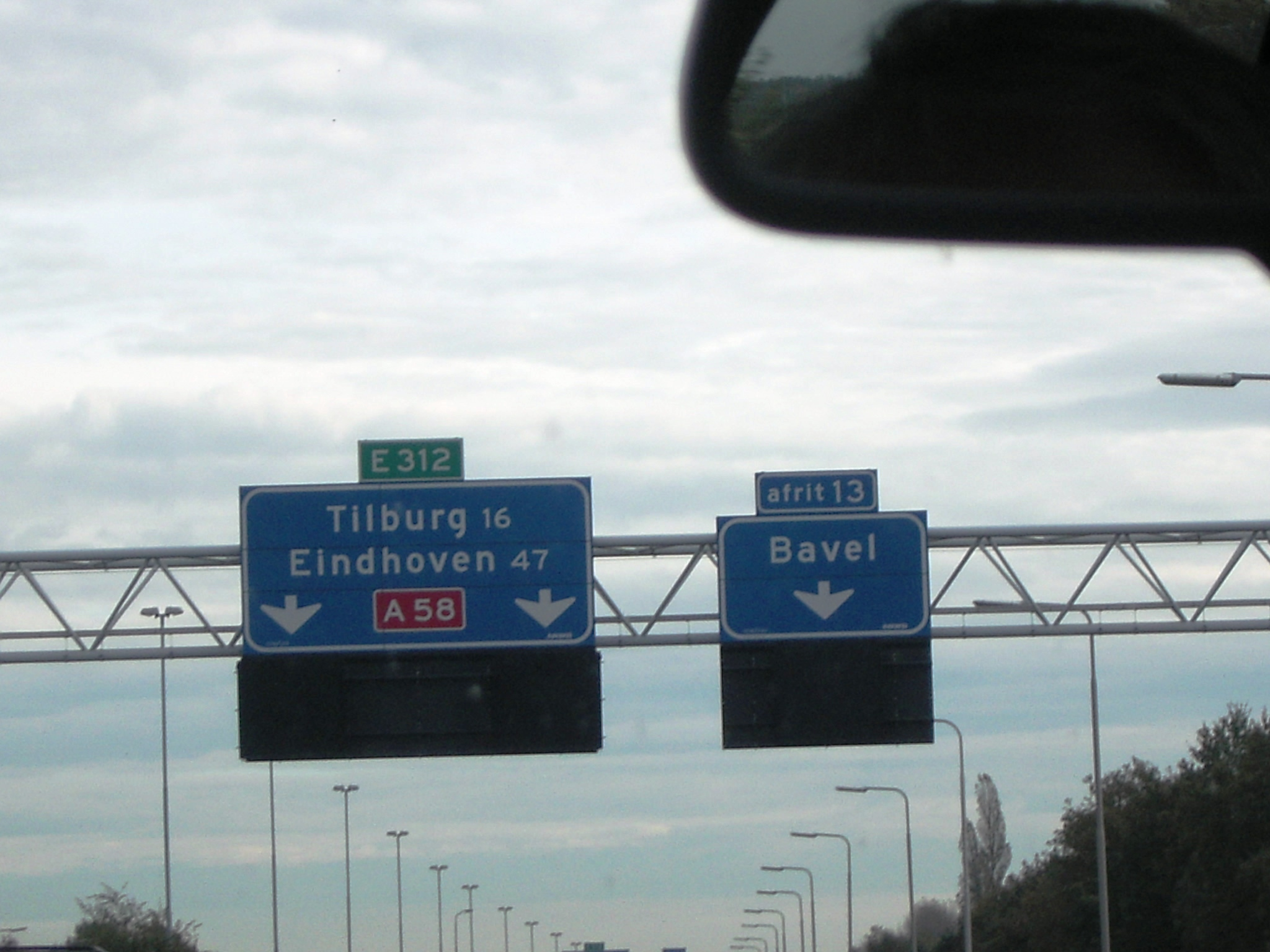
Die A58 bei Bavel zwischen Eindhoven und Breda

Der Rijksweg 58 (Abkürzung: RW 58) – Kurzform: Autosnelweg 58 (Abkürzung: A58) / Autoweg 58 (Abkürzung: N58) –  ist eine niederländische Autobahn, die im südlichen Teil der Niederlande in Ost-West-Richtung verläuft. Er beginnt am Knooppunt Batadorp im Norden von Eindhoven und endet im östlichen Teil von Vlissingen in der Nähe des Stadtteils Oost-Souburg, wo er als N288 in Richtung Vlissingen bzw. als N58 bis zum Hafen weiterverläuft, danach durch die Westerschelde unterbrochen wird und auf der anderen Uferseite durch Breskens in Richtung Belgien weiterführt. Die A58 führt an den Gemeinden Eindhoven, Tilburg, Breda, Roosendaal, Bergen op Zoom, Goes, Middelburg und Vlissingen vorbei. Seit Juli 2011 gilt auf der A58 zwischen Bergen op Zoom und Vlissingen eine Höchstgeschwindigkeit von 130 km/h. Dies erfolgt testweise, um zu prüfen, ob dadurch der Verkehrsfluss, die Verkehrssicherheit und der Umweltschutz positiv bzw. die Umwelt negativ beeinflusst werden. Auch auf dem gemeinsamen Abschnitt mit dem A16 bei Breda ist 130 km/h die zulässige Höchstgeschwindigkeit.
Ab Bergen op Zoom verläuft der Rijksweg parallel zur Westerschelde. Am Knooppunt Stelleplas (N62) besteht die Möglichkeit, durch den Westerscheldetunnel auf die andere Seite der Schelde zu gelangen.

## N58
Bis 2007 war die N58 eine ganz normale, von der Provinz Zeeland verwaltete, Straße zwischen Breskens und Sint Anna ter Muiden. Nach der Überarbeitung der Straßen in Zeeland wurde diese Straße aber aufgelöst. In den ursprünglichen Plänen war vorgesehen, dass die N58 via Tunnel oder Brücke bis zur belgischen Grenze gehen sollte. Diese Pläne wurden aber in den 1970er Jahren verworfen. Bis 2003 gab es zwischen Vlissingen und Breskens noch eine Autofähre, womit der nördliche Teil der N58 mit dem südlichen Teil verbunden wurde. Seit der Öffnung des Westerscheldetunnels gibt es dort nur noch eine Fähre für Fußgänger und Radfahrer und somit war der südliche Teil der N58 hinfällig und er wurde aufgelöst. 